# Лебедев, Николай Сергеевич (актёр)
Никола́й Серге́евич Ле́бедев (15 декабря 1921, Москва, РСФСР — 21 августа 2022, Москва, Россия) — советский и российский актёр театра и кино. Народный артист Российской Федерации (2018). Участник Великой Отечественной войны.

## Биография
Николай Сергеевич Лебедев родился 15 декабря 1921 года в Москве.
Был призван в РККА в апреле 1941 года. Служил в 45 стрелковом полку 24-го механизированного корпуса 6-й армии в Проскурове (ныне Хмельницкий). Участвовал с первых дней в Великой Отечественной войне. Рядовой, пулемётчик. В июле-августе 1941 года в ходе сражения под Уманью был контужен, попал в плен. После освобождения из плена прошёл проверку СМЕРШ и был отпущен.
По окончании войны два года играл в Московском театре юного зрителя, а затем, совмещая учёбу и работу, поступил в школу-студию МХАТ.
В 1950 году окончил школу-студию (курс В. Я. Станицына). В связи с тем, что в его биографии был плен, его не приняли во МХАТ, хотя и хотели (об этом сообщил Николаю Сергеевичу В. А. Радомысленский). Лебедев показался Юрию Завадскому, и тот принял его в Театр имени Моссовета. На сцене этого театра артист служил более 60 лет.
В 2011 году в преддверии Дня Победы вышла передача «Пока все дома», в которой Тимур Кизяков, съёмочная группа и зрители были гостями семьи Николая Лебедева.
20 июня 2019 года появился в прямом эфире передачи «Рождённые в СССР» (канал «Ностальгия»).
В декабре 2021 года Лебедеву исполнилось 100 лет.
В марте 2022 года подписал обращение в поддержку военного вторжения России на Украину.

### Смерть
Николай Лебедев скончался 21 августа 2022 года на 101-м году жизни, в Москве. Церемония прощания прошла в театре Моссовета 24 августа. Похоронен на Ваганьковском кладбище в Москве (16 участок).

## Творчество

### Роли в театре

#### Театр имени Моссовета
- 1950 — «Студент 3-го курса» А. Г. Давидсона и А. В. Борзиной. Режиссёры:Ирина Анисимова-Вульф, К. К. Михайлов — Николай Чувелёв, Андрей Рудаков[4]
- «Недоросль» Д. И. Фонвизина. Режиссёр: С. А. Бенкендорф — Камердинер Стародума (ввод)
- 1951 — «Младший партнёр» А. А. Первенцева. Режиссёры: Юрий Завадский, Ирина Анисимова-Вульф, Е. И. Страдомская — Джон
- «Шторм» В. Н. Билль-Белоцерковского. Режиссёры: Юрий Завадский, Е. И. Страдомская — Секретарь, Председатель Совета
- «Отелло» Шекспира — Сенатор
- 1952 — «Шёлковое сюзанэ» А. Каххара. Режиссёр: Ю. А. Шмыткин — Дехканбай
- «Трудовой хлеб» — Егор Николаевич Копров
- «Маскарад» М. Ю. Лермонтова — 5-й гость
- 1953 — «Большие хлопоты» С. Л. Ленча. Режиссёр: А. Л. Шапс — Груздев Василий Ильич
- 1954 — «Тайна Чёрного озера» Е. Б. Борисовой. Художественный руководитель постановки Юрий Завадский, режиссёр Е. И. Страдомская — Иван-Сапожник
- 1954 — «Сомов и другие» М. Горького — Дроздов
- 1954 — «История одной любви» К. М. Симонова. Режиссёр: Т. П. Кандинашвили — Марков Алексей Степанович, Ваганов
- 1954 — «Кто смеётся последним» Кондрата Крапивы. Режиссёр: А. Л. Шапс — Человек в форме НКВД
- «Лиззи Мак-Кей» — Сидней
- 1956 — «Алпатов» Л. Г. Зорина. Режиссёры: Юрий Завадский, К. К. Михайлов — Иван Громов
- 1956 — «Трое» М. Горького. Инсценировка и постановка М. Н. Сидоркина — Савельев
- 1957 — «Виндзорские насмешницы» Шекспира. Режиссёр: Юрий Завадский — Форд
- «Корнелия» — Нино
- «Король Лир» Шекспира — Герцог Альбанский
- «Антей» — Дмитро Бондарь
- «Василий Тёркин» — Полковник
- «Ночной разговор» Фридриха Дюрренматта — Владимир Иванович Устюжин
- «Бунт женщин» — Скульптор
- «Ленинградский проспект» — Фёдор
- «Совесть» — Мартьянов Василий Константинович
- «На диком бреге» — Капанадзе
- «Цезарь и Клеопатра» — Руфий
- «В ночь лунного затмения» — Ялсыгул
- «Жизнь Сент-Экзюпери» — Василий Шубин
- «Моё сердце с тобой» — Фролов
- «Петербургские сновидения» — Зосимов
- «Странная миссис Сэвидж» Джона Патрика — Тэйтэс
- «Была весна 1916-го года» — Солдат
- «Рим 17, до востребования» — Конопатов Клим Иванович
- «Лилиом» — Плохо одетый
- «…Золото, золото — сердце народное!» («Солдатская»)
- «Я всегда улыбаюсь» — Председатель медкомиссии
- «Бабье лето» — Анатолий Михайлович Волков
- «Трамвай идёт в парк» — Человек с чемоданом
- «Дальше — тишина» — Билл
- «День приезда — день отъезда» (Филяшин
- «Успех» — Лисин
- «Царская охота» — Князь Голицын
- «Кошка, которая гуляла сама по себе» — Тигр
- «Небо — Земля» — Волков
- «Превышение власти» — Воронин
- «Братья Карамазовы» — Тихон Борисович, председатель суда
- «Месса по Деве» — Жан Люлье
- «Живой труп» Л. Н. Толстого — Афремов
- «Егор Булычов и другие» М. Горького — Донат
- «Суд над судьями» — Судья Айвз
- «Глазами клоуна» — Господин Шнир, Мартин Деркум
- «Операция „С Новым годом!“» — Лашков-Гурьянов
- «Цитата» — Никодимов
- «Инфанты» — Шеф
- «Фабричная девчонка» А. М. Володина — Макаров
- «Печальный детектив» — Ильинец
- «Женский стол в охотничьем зале» Виктора Мережко — Официант
- «Заговор чувств» — Андрей Петрович Бабичев
- «Калигула» — Мериний
- «Перекрёсток судьбы, или Реставрация» — Льоренс
- «Рюи Блаз» — Маркиз де Санта-Круз
- «Милый друг» — Нотариус
- «Чёрная невеста, или Ромео и Жанетта» — Почтальон
- «Венецианский купец» Шекспира — Дож Венеции
- «Король Лир» — Врач

### Фильмография
- 1959 — Нормандия — Неман — полковник Синицын
- 1960 — Ровесник века — Иван Ермаков, директор автозавода
- 1961 — Евдокия — Евдоким
- 1961 — День, когда исполняется 30 лет — Захар
- 1962 — Павлуха — Роман
- 1962 — В мёртвой петле — Григорий Палий
- 1963 — Синяя тетрадь — Николай Александрович Емельянов
- 1964 — Одиночество — Листрат
- 1964 — Валера — Аркадий Сергеевич, полярный исследователь и путешественник
- 1967 — Дай лапу, Друг! — отец Тани
- 1970 — Умеете ли вы жить? — отец Александра
- 1971 — Освобождение — генерал Степан Красовский
- 1971 — Человек в проходном дворе — Владимир Пантелеймонович Попов, он же агент гестапо «Кентавр»
- 1971 — Инспектор уголовного розыска — Николай Дмитриевич, комиссар милиции
- 1973 — Старая крепость — Полевой
- 1973 — Будни уголовного розыска — Николай Дмитриевич, комиссар милиции
- 1973 — Вечный зов — Митрофан Савельев, брат Силантия
- 1974 — Трудные этажи — Владимир Семёнович Левшин
- 1974 — Москва, любовь моя — врач
- 1974 — Земные и небесные приключения — генеральный конструктор
- 1974 — Высокое звание — Иван Сергеевич Мякишев
- 1974 — Выбор цели — министр, советник совещания у Сталина
- 1975 — Обретёшь в бою — Рудаев-старший
- 1975 — Не отдавай королеву — Иван Демьянович, капитан
- 1976 — Стажёр — Сергей Александрович Трофимов, директор школы
- 1976 — Освобождение Праги
- 1978 — Путь к Софии — генерал Скобелев
- 1978 — Баламут — попутчик Пети
- 1979 — Крутое поле — Мусатов
- 1979 — Экипаж — Сергей Иванович, председатель медицинской комиссии
- 1981 — Отпуск за свой счёт — Вадим Сергеевич Орлов, заместитель министра
- 1985 — Мы обвиняем! — президент США Эйзенхауэр
- 1986 — Время свиданий — командир
- 1989 — Бродячий автобус
- 1993 — Антифауст — Джон Дикс

#### Телеспектакли
- 1969 — Комендант Лаутербурга
- 1972 — Доктор Жуков, на выезд! — Орловский
- 1979 — Небо — земля — командир Иван Волков
- 1984 — Право на выбор — Трофим Александрович
- 1986 — Суд над судьями — судья Айвз
- 1987 — Живой труп — Афремов, приятель Феди

## Признание и награды
- Орден Почёта (24 апреля 2008 года) — за большие заслуги в развитии отечественной культуры и искусства, многолетнюю плодотворную деятельность[10]
- Орден Отечественной войны II степени (1985)[11]
- Народный артист Российской Федерации (26 марта 2018 года) — за большие заслуги в области театрального и музыкального искусства[12]
- Заслуженный артист РСФСР (29 июля 1982 года) — за заслуги в области советского театрального искусства[13]
- Благодарность Президента Российской Федерации (9 января 2012 года) — за заслуги в развитии отечественной культуры и многолетнюю плодотворную деятельность[14]
- Медали СССР
- Медали РФ